# 罗马宪政
罗马宪法，是一系列不成文的指引与原则，后人主要以遵从先例的方法，传承这些宪法。宪法是非正式、非官方的，很多条文都是不成文的，也经常被人改动。因此，罗马宪法比较像不成文法，而不是成文法。不过，人们也会通过通过新法律，废除旧法律，主导罗马宪法的演化。
很多现代的政制概念，都源起于罗马。例子有制衡（Checks and Balances）、三权分立、否决权、法定人数（Quorum）、冗長辯論、弹劾、財權（Powers of the purse）、定期选举。即使是较少提及的现代政制概念，也是源起于罗马，如集团投票（Bloc voting）。
罗马宪法随着时间的流逝演变。公元前573年，罗马王国宪法让位予罗马共和国宪法。公元前27年，罗马共和国宪法又让位予罗马帝国宪法。到了公元300年，罗马帝国宪法又再次让位於晚期罗马帝国宪法。但实际上，罗马宪法的演变，并非几步达成的，而是经过长年累月的推进达成的。这四部宪法，代表了罗马宪法演进的四个时期。

## 注脚
1. ↑  Byrd, 161